# Tricentrus intermedius
Tricentrus intermedius är en insektsart som beskrevs av Schmidt. Tricentrus intermedius ingår i släktet Tricentrus och familjen hornstritar. Inga underarter finns listade i Catalogue of Life.